# 借りもの協奏
『借りもの協奏』（かりものきょうそう）は、日本の音楽ユニット、チャラン・ポ・ランタンのカバー・アルバム。2016年9月14日にavex traxより発売された。

## 概要
チャラン・ポ・ランタン初のカバー・アルバム。
チャラン・ポ・ランタンはかねてより他アーティストのカバー曲をライブやラジオで披露しており、「カバーの持ち曲が多すぎる」ということから、チャラン・ポ・ランタンと同じく2人組で活動しているアーティストの楽曲に絞って選曲された。
「CD+DVD」「CD」の2形態でリリースされ、DVDには「アジアの純真」「恋のバカンス」「恋とマシンガン」「Shangri-La」のミュージック・ビデオが収録された。
2016年9月26日付のオリコン週間アルバムランキングで最高位22位を記録した。

## 収録曲

### CD
全曲 編曲：チャラン・ポ・ランタン
1. CAN'T TURN YOU LOOSE
  - 作曲：Otis Redding
  - 原曲：オーティス・レディング「I Can't Turn You Loose」（邦題「アイ・キャント・ターン・ユー・ルース」）
  - 当アルバムではブルース・ブラザーズのバージョンとしてカバー[注釈 2]。
2. アジアの純真
  - 作詞：井上陽水 / 作曲：奥田民生
  - 原曲：PUFFY「アジアの純真」
3. 恋とマシンガン
  - 作詞・作曲：DOUBLE KNOCKOUT CORPORATION
  - 原曲：フリッパーズ・ギター「恋とマシンガン」
  - 2018年11月21日に発売された7インチシングル『進め、たまに逃げても』のB面にも収録されている[7]。
4. サウダージ
  - 作詞：新藤晴一 / 作曲：ak.homma
  - 原曲：ポルノグラフィティ「サウダージ」
5. Shangri-La
  - 作詞：電気グルーヴ / 作曲：電気グルーヴ、Bebu Silvetti
  - 原曲：電気グルーヴ「Shangri-La」
6. 入院トラブル
  - 作詞・作曲：Caroline Askew 、 Jacqueline Blake 、 Conall Ronan Fitzpatrick / 日本語詞：小春
  - 原曲：シャンプー「Trouble」（邦題「トラブル」）
  - 小春による日本語詞が付いた替え歌バージョン[4]。
7. VIDEO KILLED THE RADIO STAR
  - 作詞・作曲：Trevor Horn、Geoffrey Downes、Bruce Woolley
  - 原曲：バグルス「Video Killed the Radio Star」
8. ナオミの夢
  - 作詞：Tirza Attar / 作曲：David Krivoshai
  - 原曲：ヘドバとダビデ「אני חולם על נעמי」
9. BRIDGE OVER TROUBLED WATER
  - 作詞・作曲：Paul Simon
  - 原曲：サイモン&ガーファンクル「Bridge over Troubled Water」（邦題「明日に架ける橋」）

### DVD
1. アジアの純真 (Music Video)
  - 横浜中華街で演奏している映像で構成されている[4]。
2. 恋のバカンス (Music Video)
3. 恋とマシンガン (Music Video)
4. Shangri-La (Music Video)